# 反則ポイント
反則ポイント（はんそくポイント）は、サッカーにおいて、ファウル（反則）などに対して科されるポイントである。なお「反則ポイント」の名称は日本プロサッカーリーグ（Jリーグ）におけるものであり、例えば2018 FIFAワールドカップでは類似の制度を"fair play points"（フェアプレーポイント）と呼称する。本記事内ではJリーグ以外の大会についても「反則ポイント」の名称で統一する。
反則ポイントは、総当たり戦の順位決定に利用されるほか、Jリーグではこのポイントが所定の値を超えると反則金の徴収が行われる。

## Jリーグにおける制度

### 概要
Jリーグ規約第157条、第158条において定められる。リーグ戦において、選手に提示された警告（イエローカード）と退場（レッドカード）、およびそれに伴う出場停止の数により、以下の合計でクラブに対する反則ポイントを計算する。
- 警告（1試合警告2回による退場の場合の警告は除く）：1回につき1ポイント
- 警告（1試合警告2回による退場の場合の警告を含む）のうち、異議または遅延行為によるもの：1回につきさらに1ポイント
- 退場（1試合警告2回による退場を含む）：1回につき3ポイント
- 出場停止：1試合につき3ポイント
- 警告・退場・退席がなかった試合：1試合につきマイナス3ポイント
- 前後半のキックオフ指定時刻に遅れた場合：遅れ1分につき1ポイント

反則ポイントの計算対象はリーグ戦のみで、Jリーグカップ、天皇杯などの試合で受けた反則や出場停止は加算されないが、リーグ戦において退場処分を受け、直近のJリーグカップや天皇杯などの試合で出場停止を消化する場合はそれも算入される。未消化として残った出場停止試合数は、退場（1試合警告2回による退場を含む）によるものは加算されるが、警告累積によるものは加算されない。
また、監督やベンチスタッフが執拗な抗議などにより退席やベンチ入り停止の処分を受けた場合は、選手の退場や出場停止と同様に反則ポイントが加算される。

### 反則金徴収
リーグ戦全日程終了後、反則ポイントの合計に応じて、クラブに対し反則金の支払いが科される。区分は以下のとおり（2017年シーズン）。
| ポイント | 反則金  |
| -------- | ------- |
| 〜102    | なし    |
| 103〜112 | 40万円  |
| 113〜122 | 60万円  |
| 123〜132 | 80万円  |
| 133〜142 | 100万円 |
| 143〜152 | 150万円 |
| 153〜162 | 200万円 |
| 163〜172 | 250万円 |
| 173〜    | 300万円 |

| ポイント | 反則金  |
| -------- | ------- |
| 〜126    | なし    |
| 127〜136 | 40万円  |
| 137〜146 | 60万円  |
| 147〜156 | 80万円  |
| 157〜166 | 100万円 |
| 167〜    | 150万円 |

| ポイント | 反則金 |
| -------- | ------ |
| 〜96     | なし   |
| 97〜106  | 40万円 |
| 107〜116 | 60万円 |
| 117〜    | 80万円 |

### フェアプレー賞 高円宮杯
反則ポイントが1試合平均1ポイントを下回った（Jリーグ各ディビジョンのリーグ戦年間試合数以下である）クラブにはフェアプレー賞として賞金が与えられ(J1=500万円、J2=250万円、J3=100万円。J2以下は2014年から、規定ポイント数以下の中で最少ポイントでシーズンを終了したクラブが表彰対象となる)、その中で最も反則ポイントが少ないクラブに高円宮杯が授与される(J1のみ)。2008年に清水が「年間反則ポイントゼロ」、2013年に広島が「年間反則ポイントがマイナス」という記録を作っている。歴代フェアプレー賞受賞クラブはJリーグアウォーズの項目を参照。

### 順位決定
2008年のシーズンより、リーグ戦の順位決定方法に反則ポイントが追加された。全日程終了後に複数のクラブが同勝ち点で並んだ場合、従来は得失点差→総得点→当該クラブ間の対戦成績→抽選、の順で順位を決定していたが、2008年以降、当該クラブ間の対戦成績までが全て同一だった場合、反則ポイントの少ないクラブが上位となる。

## 国際大会における採用例

### AFCアジアカップ
AFCアジアカップ2011のグループステージでは、警告・退場に対するポイントで順位を決定する規定が設けられた。具体的には、グループステージ終了時点で2チーム以上が「勝ち点」「勝ち点が並んだチーム間の直接対戦の戦績」「グループステージ全試合での得失点差」「同、総得点」のすべてで並び、かつ以上の条件で並んだチームが最終節終了時に試合をしていた2チームではない場合、当該各チームに対して警告1点・退場3点を与え、この点数が少ないチームを上位とするものと規定されていた。ただし、実際に適用されたグループはなかった。
AFCアジアカップ2015のグループステージでも同様の規定が設けられていたものの、反則ポイントの点数は、1点：イエロー1枚、3点：イエロー2枚による退場、一発レッドによる退場、4点：イエロー後、2枚目のカードがイエローではなくレッドによる退場、となっていた。
AFCアジアカップ2019については2015年大会の規定に加え、各グループで3位となったチーム（全6チーム）のうち上位4チームが決勝トーナメントに進出することから、この順位決定にも反則ポイントが用いられることとされた。なお2019年大会では、各グループで3位となったチームの成績の比較において、ベトナムとレバノンが勝ち点・得失点差・総得点のすべてで並んだものの、反則ポイントがベトナムのほうが少なかったため、ベトナムが6チーム中4位で決勝トーナメント進出、レバノンが5位で敗退となった（このほか、キルギスとオマーンも反則ポイントで順位が決まった。AFCアジアカップ2019#各組3位チームを参照）。

### FIFAワールドカップ
FIFAワールドカップでは2018年大会において初めて導入された。グループステージでは、警告・退場に対するポイントで順位を決定する規定が設けられた。具体的には次のように決定されることになっており、2014年には抽選になったケースについて、反則ポイントによる順位決定がされることになった。
1. 全試合での勝ち点
2. 全試合での得失点差
3. 全試合での得点
4. 当該チーム同士の対戦における勝ち点
5. 当該チーム同士の対戦における得失点差
6. 当該チーム同士の対戦における得点
7. 反則ポイント (イエローカード:1ポイント、イエローカード累積退場:3ポイント、レッドカード:4ポイント、イエローカード+レッドカード:5ポイント)の少ないチーム順
8. 抽選

同大会におけるグループリーグH組では、最終戦終了時点で、日本とセネガルがともに勝ち点4・得失点差0・総得点4となり、日本対セネガルの対戦は引き分けとなっていたので、反則ポイントにより順位が決定されることになった。反則ポイントは日本4・セネガル6で、点数の少ない日本が2位、点数の多いセネガルが3位となり、日本が決勝トーナメントに進出した。FIFAワールドカップにおいて、反則ポイントが順位決定に適用された初めての事例となった。